# Saison 2019-2020 du Paris Saint-Germain (féminines)
Maillots
Chronologie
Saison précédente Saison suivante
La saison 2019-2020 du Paris Saint-Germain est la quarante-neuvième saison de son histoire et la trente-troisième en première division.
L'équipe est entraînée depuis la saison dernière par Olivier Echouafni, accompagné de Bernard Mendy en tant qu'adjoint. Elle joue la plupart de ses matchs à domicile au Stade Jean-Bouin.
La section féminine du Paris Saint-Germain inaugure cette année le Trophée des championnes, avec une première édition face à l'Olympique lyonnais. Le PSG évolue également au cours de la saison en Coupe de France et en Ligue des champions.
En raison de la pandémie de Covid-19, la saison 2019-2020 est suspendue mi-mars 2020 avec l'arrêt définitif du championnat, tandis que la Coupe de France et la Ligue des champions sont terminées en août 2020.

## Préparation d'avant-saison
Les Parisiennes reprennent l'entraînement le 16 juillet 2019 au centre d'entraînement de Bougival, en présence du nouveau directeur sportif du PSG Leonardo. Les internationales présentes à la Coupe du monde ne sont pas conviées dès le 16 juillet à l'entraînement mais effectuent leurs retours progressivement, certaines le 22 juillet, d'autres, notamment les internationales françaises, le 26. Les Parisiennes, sans les internationales, disputent à Bougival un match amical le 27 juillet contre l'US Orléans, qu'elles remportent 7 buts à 1. À noter la présence sur le terrain de Laure Boulleau, coordinatrice sportive de la section féminine et ancienne joueuse du club, qui a rechaussé les crampons à l'occasion de ce match.
Après un stage à Vichy du 29 juillet au 5 août, l'équipe féminine du Paris Saint-Germain dispute ensuite comme l'année précédente la Women's French Cup 2019 (3e édition), anciennement appelée Toulouse International Ladies Cup, les mardi 6 et jeudi 8 août 2019 au Stade Michel-Bendichou de Colomiers. Le PSG s'impose 1 but à 0 en demi-finale contre un Bayern Munich costaux mais échoue aux tirs au but en finale contre Montpellier. Enfin, le club parisien participe à la WomensCup 2019 à Hägendorf (Suisse) du vendredi 16 au dimanche 18 août. Le PSG remporte cette compétition assez facilement en battant l'AC Milan (6-0) en demi-finale puis la Juventus en finale (4-0).
Après la rencontre de championnat à Metz suivant la trêve internationale le 7 septembre 2019, le PSG se rend le lendemain en Italie pour y affronter l'AS Roma dans le cadre de la seconde édition du Trofeo Luisa Petrucci. Une équipe parisienne composée de joueuses n'ayant pas ou peu joué la veille et de membres de l'équipe U19 du club battent l'équipe italienne aux tirs au but.

## Transferts

### Transferts estivaux

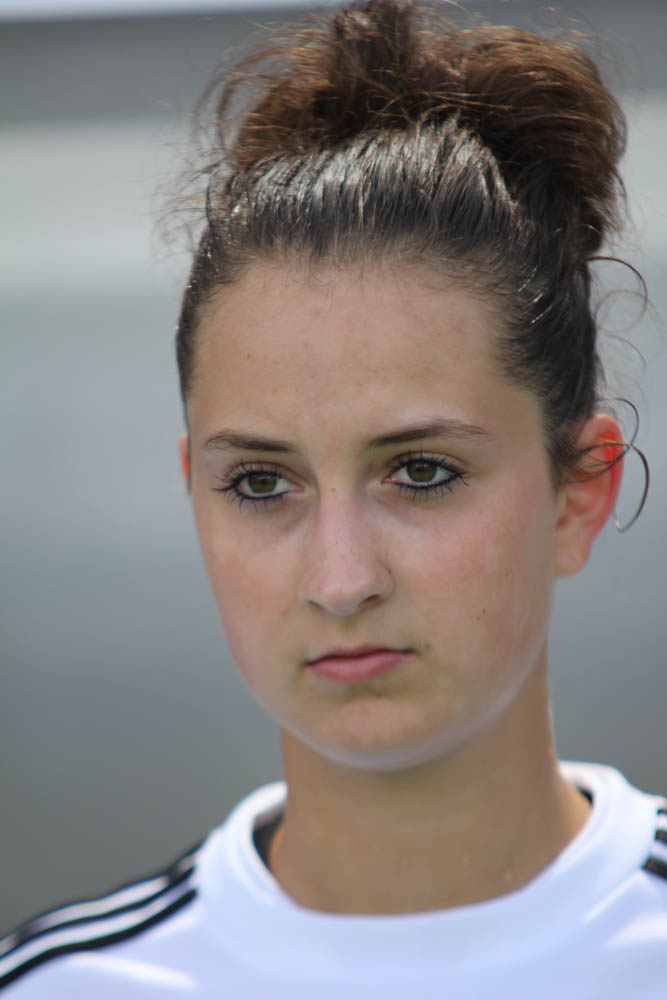
Sara Däbritz, grande recrue de ce mercato estival.

Dès la fin de saison 2018-2019, le PSG signe plusieurs prolongations de contrat avec ses joueuses dont Formiga, prolongation d'un an jusqu'en juin 2020 annoncée le 2 mai 2019, et Irene Paredes, prolongation de 2 ans jusqu'en juin 2021 annoncée le 6 mai 2019. De même le 9 juillet 2019, Nadia Nadim, arrivée en janvier 2019, prolonge son contrat avec le club d'un an jusqu'en juin 2020.
Du côté des arrivées, le club annonce le 17 mai 2019 l'arrivée de la jeune attaquante canadienne Jordyn Huitema. Ayant déjà effectué une partie de la préparation estivale 2018 avec les Parisiennes aux États-Unis et participé à des entrainements du PSG courant 2019, le club attendait qu'elle devienne majeure afin de la recruter. Elle s'engage pour quatre ans jusqu'en juin 2023. Le 20 mai 2019, est annoncée également l'arrivée de la milieu de terrain internationale allemande Sara Däbritz. Elle quitte le Bayern Munich pour s'engager trois saisons avec le PSG, soit jusqu'en juin 2022. Léa Khelifi, jeune milieu prometteuse en provenance du FC Metz, s'engage avec le club parisien le 7 juin 2019. Les contrats de ces deux dernières joueuses sont effectifs à partir du 1er juillet 2019. La jeune Lina Boussaha, quant à elle, revient d'un prêt au LOSC et compte bien s'imposer cette saison à Paris. S'engage enfin avant la reprise de l'entraînement l'Italo-américaine Arianna Criscione en tant que troisième gardienne,. Début août, Le Parisien annonce que le PSG va recruter la milieu internationale norvégienne Karina Sævik, l'officialisation vient le 5 août. À noter que le PSG s'est également intéressé en fin de saison dernière à sa compatriote Caroline Graham Hansen qui est finalement partie au FC Barcelone.
Dans le même temps, le PSG annonce le départ de plusieurs joueuses en fin de contrat au 30 juin 2019 ne s'étant pas imposées au PSG la saison précédente à l'image de la Suédoise Emma Berglund qui rejoint Kopparbergs/Göteborg FC,, la Turque Melike Pekel (FC Metz), la Norvégienne Andrine Hegerberg qui rejoint l'Italie ou encore la jeune Allemande Charlotte Voll partie au SC Sand et les « titis girls » Anissa Lahmari, qui reste à l'ASJ Soyaux,, et Kenza Allaoui, qui rejoint l'US Orléans. De même, la Belge Davinia Vanmechelen, qui n'a jamais su s'imposer au PSG, est libérée de son contrat le 2 juillet 2019 et part au FC Twente,. Le PSG voit aussi le départ de l'internationale chinoise Wang Shuang, seulement un an après son arrivée, pour cause de mal du pays et de soucis de communications. Elle retourne donc en Chine après avoir résilié son contrat. Enfin, en août, la Brésilienne Daiane est transférée au CD Tacón, futur Real Madrid féminin.
Avant la fermeture du mercato le 21 septembre, l'entraîneur Olivier Échouafni estime déjà que le grâce au recrutement, l'effectif est de meilleure qualité que la saison précédente et mieux armé pour les différentes compétitions : « Par leur qualité et leur état d'esprit, les nouvelles ont apporté de la consistance, de la maîtrise dans le jeu. On a gagné énormément de temps par rapport à l'an dernier en bouclant le recrutement bien plus tôt. »

### Transferts hivernaux
En octobre 2019, L'Équipe annonce un fort intérêt du PSG pour la star australienne Samantha Kerr en fin de contrat avec les Red Stars de Chicago. Elle rejoint finalement un mois plus tard le championnat anglais et le club de Chelsea.
En manque de temps de jeu, Annahita Zamanian, qui a trouvé un accord avec le PSG pour résilier son contrat, s'engage avec la Juventus Turin le 2 janvier 2020. Dans le même temps, le club parisien recrute la milieu de terrain brésilienne Luana Bertolucci Paixão pour compenser l'indisponibilité jusqu'à la fin de la saison de Sara Däbritz, blessée au genou droit. En mars, Aminata Diallo, également manque de temps de jeu, est prêtée jusqu'en décembre 2020 aux Royals de l'Utah, club de National Women's Soccer League.

## Compétitions
| Championnat de France | Ligue des champions                            | Coupe de France                             | Trophée des championnes                     |
| --------------------- | ---------------------------------------------- | ------------------------------------------- | ------------------------------------------- |
| Deuxième 41 points    | Demi-finales face à l'Olympique lyonnais (0-1) | Finale face à l'Olympique lyonnais (0-0tab) | Finale face à l'Olympique lyonnais (1-1tab) |
| 13V 2N 1D             | 4V 1N 1D                                       | 4V 1N 0D                                    | 0V 1N 0D                                    |
| TOTAL : 21V 5N 2D     |                                                |                                             |                                             |

### Trophée des championnes
Le Trophée des championnes 2019 est la première édition du Trophée des championnes. Il oppose en début de saison le vainqueur du championnat de France à celui de la Coupe de France. L'OL ayant remporté les deux compétitions l'année précédente, c'est le 2e de D1 (le PSG) qui est opposé au vainqueur.
Les Parisiennes abordent ce match, placé entre la 3e et 4e journée de D1, avec l'ambition de se battre au maximum pour décrocher un premier titre cette saison et empêcher l'Olympique lyonnais d'en remporter un 28e.
Dans une rencontre très disputée, Amel Majri ouvre le score pour l'OL à la 31e minute, avant de voir le PSG revenir au score grâce à Nadia Nadim qui profite d'une erreur de la défense lyonnaise (42e). La gardienne parisienne Christiane Endler se montre décisive à plusieurs reprises, empêchant les Lyonnaises de prendre l'avantage. En fin de match, les Lyonnaises butent sur une défense parisienne bien en place, les deux équipes se départagent donc aux tirs au but. La gardienne de l'OL Sarah Bouhaddi fait des arrêts décisifs face à Katoto et Geyoro, et permet aux Lyonnaises de remporter ce premier Trophée des championnes de l'histoire au détriment une nouvelle fois du PSG.
| Titulaires :     |                     |     |
|                  |                     |     |
| 16               | Sarah Bouhaddi      |     |
| 2                | Lucy Bronze         |     |
| 29               | Griedge Mbock       |     |
| 3                | Wendie Renard       |     |
| 15               | Alex Greenwood      |     |
| 5                | Saki Kumagai        | 63e |
| 6                | Amandine Henry      |     |
| 10               | Dzsenifer Marozsán  |     |
| 9                | Eugénie Le Sommer   |     |
| 14               | Ada Hegerberg       |     |
| 7                | Amel Majri          |     |
|                  |                     |     |
| Remplaçants :    |                     |     |
| 1                | Lisa Weiß           |     |
| 4                | Selma Bacha         |     |
| 8                | Isobel Christiansen |     |
| 17               | Nikita Parris       |     |
| 20               | Delphine Cascarino  | 63e |
| 21               | Kadeisha Buchanan   |     |
| 23               | Janice Cayman       |     |
|                  |                     |     |
| Entraîneur :     |                     |     |
| Jean-Luc Vasseur |                     |     |

| Titulaires :      |                         |     |
|                   |                         |     |
| 16                | Christiane Endler       |     |
| 2                 | Hanna Glas              | 83e |
| 14                | Irene Paredes           |     |
| 4                 | Paulina Dudek           |     |
| 20                | Perle Morroni           |     |
| 8                 | Grace Geyoro            |     |
| 24                | Formiga                 |     |
| 13                | Sara Däbritz            |     |
| 11                | Kadidiatou Diani        |     |
| 9                 | Marie-Antoinette Katoto |     |
| 10                | Nadia Nadim             | 59e |
|                   |                         |     |
| Remplaçants :     |                         |     |
| 1                 | Katarzyna Kiedrzynek    |     |
| 5                 | Alana Cook              |     |
| 7                 | Aminata Diallo          |     |
| 12                | Ashley Lawrence         | 83e |
| 15                | Karina Sævik            |     |
| 21                | Sandy Baltimore         |     |
| 23                | Jordyn Huitema          | 59e |
|                   |                         |     |
| Entraîneur :      |                         |     |
| Olivier Echouafni |                         |     |

| Titulaires :     |                     |     |
|                  |                     |     |
| 16               | Sarah Bouhaddi      |     |
| 2                | Lucy Bronze         |     |
| 29               | Griedge Mbock       |     |
| 3                | Wendie Renard       |     |
| 15               | Alex Greenwood      |     |
| 5                | Saki Kumagai        | 63e |
| 6                | Amandine Henry      |     |
| 10               | Dzsenifer Marozsán  |     |
| 9                | Eugénie Le Sommer   |     |
| 14               | Ada Hegerberg       |     |
| 7                | Amel Majri          |     |
|                  |                     |     |
| Remplaçants :    |                     |     |
| 1                | Lisa Weiß           |     |
| 4                | Selma Bacha         |     |
| 8                | Isobel Christiansen |     |
| 17               | Nikita Parris       |     |
| 20               | Delphine Cascarino  | 63e |
| 21               | Kadeisha Buchanan   |     |
| 23               | Janice Cayman       |     |
|                  |                     |     |
| Entraîneur :     |                     |     |
| Jean-Luc Vasseur |                     |     |

| Titulaires :      |                         |     |
|                   |                         |     |
| 16                | Christiane Endler       |     |
| 2                 | Hanna Glas              | 83e |
| 14                | Irene Paredes           |     |
| 4                 | Paulina Dudek           |     |
| 20                | Perle Morroni           |     |
| 8                 | Grace Geyoro            |     |
| 24                | Formiga                 |     |
| 13                | Sara Däbritz            |     |
| 11                | Kadidiatou Diani        |     |
| 9                 | Marie-Antoinette Katoto |     |
| 10                | Nadia Nadim             | 59e |
|                   |                         |     |
| Remplaçants :     |                         |     |
| 1                 | Katarzyna Kiedrzynek    |     |
| 5                 | Alana Cook              |     |
| 7                 | Aminata Diallo          |     |
| 12                | Ashley Lawrence         | 83e |
| 15                | Karina Sævik            |     |
| 21                | Sandy Baltimore         |     |
| 23                | Jordyn Huitema          | 59e |
|                   |                         |     |
| Entraîneur :      |                         |     |
| Olivier Echouafni |                         |     |

### Championnat
La Division 1 2019-2020 est la quarante-sixième édition du championnat de France féminin de football et la dix-huitième sous l'appellation « Division 1 ». La division oppose douze clubs en une série de vingt-deux rencontres. Les deux meilleurs de ce championnat se qualifient pour la Ligue des champions. Le Paris Saint-Germain participe à cette compétition pour la trente-troisième fois de son histoire et la dix-huitième fois de suite depuis la saison 2001-2002.

#### Journées 1 à 6

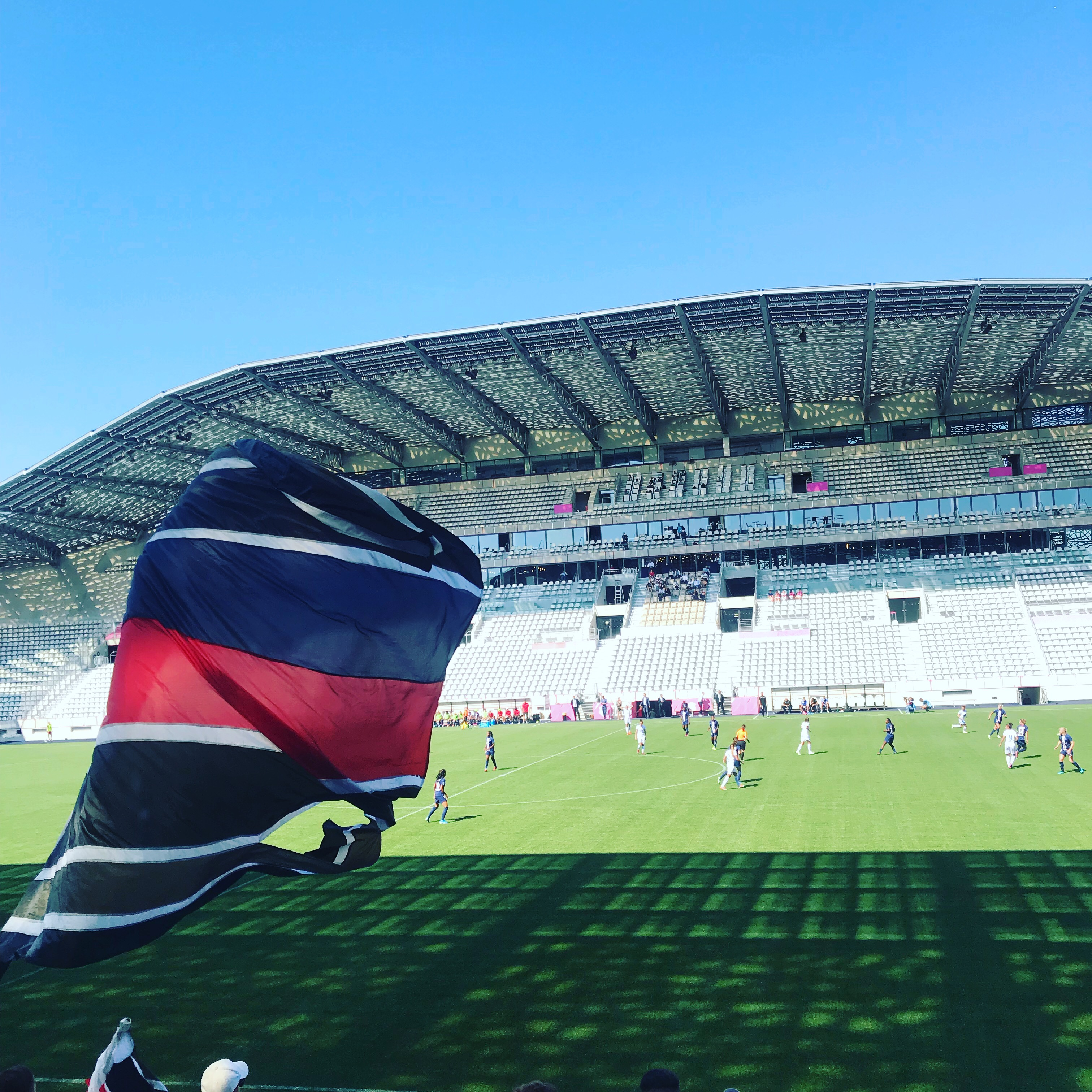
Premier match de la saison, contre Soyaux, au Stade Jean-Bouin.

Pour son premier match de la saison, Paris démarre fort avec une large victoire 7-0 à domicile contre Soyaux au Stade Jean-Bouin. Cette victoire permet au club de prendre la tête du championnat dès la première journée. Le PSG enchaîne deux semaines plus tard contre Metz au Stade Saint-Symphorien avec une victoire 6 buts à 1 et un quadruplé de Kadidiatou Diani. Les Parisiennes ont toutefois mis du temps à entrer dans leur match, avec une première mi-temps laborieuse et une égalisation messine à la 60e minute. Grâce à ce large succès, le PSG garde la tête du championnat. Le PSG perd sa place de leader du classement au profit de l'OL à la différence de buts à l'occasion de la 3e journée après la victoire 4-0 des Parisiennes contre Dijon à domicile. Pour le premier test important du début de saison contre Bordeaux de la 4e journée, le PSG retourne exceptionnellement au Stade Georges-Lefèvre du Camp des Loges en raison de l'indisponibilité du stade Jean-Bouin. À cette occasion, les Parisiennes confirment et s'imposent 3 buts à 0.
Un PSG tout en maîtrise remporte le premier derby francilien de la saison chez Fleury lors de la 5e journée. Katoto offre au PSG le derby face au Paris FC en marquant un doublé contre une équipe accrocheuse. Le PSG prend alors, à la suite de cette 6e journée, la tête du championnat, bénéficiant d'un accroc de Lyon face à Dijon (0-0).

#### Journées 7 à 12
Le PSG retrouve, un an et demi après, le Classique au féminin lors de la 7e journée avec le déplacement à Marseille. Dans une rencontre à l'OM Campus agitée par les ultras marseillais, les Parisiennes étrillent l'Olympique de Marseille 5 buts à 0, grâce à un doublé de Katoto et des buts de Périsset, Geyoro et Nadim sur pénalty.
Paris cède ses premiers points en championnat à l'occasion de la 8e journée avec un nul concédé à domicile face à Guingamp (1-1). Lyon récupère donc la première place du classement avant le choc du championnat OL-PSG le 16 novembre. Lors de ce match à l'affluence record (30 661 spectateurs), le PSG s'incline 1-0 au Groupama Stadium sur un but sur corner de Saki Kumagai à la 49e minute. Les Parisiennes ont été dominées pendant presque tout le match malgré quelque temps forts mais non décisifs. Les Lyonnaises prennent ainsi 3 points d'avance au classement. Au stade Auguste-Delaune, devant 250 supporters parisiens ayant fait le déplacement, le PSG renverse le Stade de Reims et s'impose 3 buts à 1, après avoir été mené à la mi-temps 1-0.
La capitaine Irene Paredes suspendue, les Parisiennes devaient s'imposer face à Montpellier au Stade Jean-Bouin lors de la 11e journée pour rester dans la course au titre. Mais malgré l'ouverture du score d'Ashley Lawrence sur un corner de Nadia Nadim dans le temps additionnel de la première période, Montpellier revient au score avec un but contre son camp de Grace Geyoro à la 69e minute et tient en échec le Paris Saint-Germain qui fait ainsi une très opération et laisse Lyon à 5 points d'avance. Le PSG perd également lors de ce match Sara Däbritz, victime d'une lésion du ligament croisé antérieur du genou droit, jusqu'à la fin de saison.
Juste avant la trêve hivernale, le PSG débute la phase retour du championnat avec le derby parisien contre le Paris FC. Les Parisiennes du PSG se reprennent des derniers échecs en dominant l'autre club de la capitale d'une nette victoire 3 buts à 0. Les buts sont inscrits par Marie-Antoinette Katoto auteure d'une belle inspiration à la 25e minute puis Léa Khelifi (46e), son premier but avec le PSG, et Ashley Lawrence sur un lob de la gardienne (74e).
Extrait du classement de Division 1 2019-2020 à la trêve hivernale
| Rang | Équipe                | Pts | J  | G  | N | P | Bp | Bc | Diff |
| ---- | --------------------- | --- | -- | -- | - | - | -- | -- | ---- |
| 1    | Olympique lyonnais    | 34  | 12 | 10 | 2 | 0 | 49 | 4  | +45  |
| 2    | Paris Saint-Germain   | 29  | 12 | 9  | 2 | 1 | 37 | 5  | +32  |
| 3    | Girondins de Bordeaux | 27  | 12 | 9  | 0 | 3 | 29 | 12 | +17  |
| 4    | Montpellier HSC       | 24  | 12 | 7  | 3 | 2 | 28 | 10 | +18  |

#### Journées 13 à 16
Le PSG débute de la meilleure des façons l'année 2020, après sa victoire 9-0 en Coupe de France contre l'ASMUR, en atomisant l'Olympique de Marseille à domicile 11 buts à 0, un score jamais réalisé depuis avril 2014. Avec notamment deux triplés de Diani et Katoto, les Parisiennes ont su dominer tout au long du match leur adversaire, ne concédant que de très rares occasions. À l'issue de cette treizième journée, le PSG profite par ailleurs du match nul obtenu par Bordeaux contre Lyon pour revenir à trois points du leader lyonnais. Les Parisiennes enchaînent pour la 14e journée contre la lanterne rouge, le FC Metz, au Stade Georges-Lefèvre. Katoto inscrit un triplé dans une rencontre qui se termine sur un score de 5 buts à 1.
Le 9 février, le PSG affronte l'ASJ Soyaux à l'extérieur pour le compte de la 15e journée de D1. Les Parisiennes s'imposent 3-0, une mi-temps leur suffisant pour inscrire les trois buts d'abord par Nadim puis Geyoro et Katoto en fin de première période sur des erreurs de la défense charentaise. Deux semaines plus tard, le PSG se rend au centre de formation de l'En avant Guingamp pour le match de la 16e journée. Les Parisiennes sont bousculées par le bloc guingampais mais sont suffisamment sérieuses pour l'emporter 1-4 avec des buts de Diani et Lawrence coup sur coup en première mi-temps puis ceux de Geyoro et Baltimore en fin de match après la réduction du score de Guingamp sur pénalty à la 81e minute.

#### Journées 17 à 22(Annulées)
Après la trêve internationale du mois de mars, le PSG devait retrouver à domicile l'Olympique lyonnais pour le choc au sommet de la D1 féminine, décisif pour le titre. Mais en raison de la pandémie de Covid-19 en France, la saison est suspendue mi-mars par la FFF, avant que le gouvernement français annonce fin avril l'arrêt définitif de la saison 2019-2020.

#### Classement
| Rang | Équipe                        | Pts | J  | G  | N | P | Bp | Bc | Diff | Qualification ou relégation                                  |
| ---- | ----------------------------- | --- | -- | -- | - | - | -- | -- | ---- | ------------------------------------------------------------ |
| 1    | Olympique lyonnais T S (C, Q) | 44  | 16 | 14 | 2 | 0 | 67 | 4  | +63  | Qualification pour la phase finale de la Ligue des champions |
| 2    | Paris Saint-Germain (Q)       | 41  | 16 | 13 | 2 | 1 | 60 | 7  | +53  | Qualification pour la phase finale de la Ligue des champions |
| 3    | Girondins de Bordeaux         | 37  | 16 | 12 | 1 | 3 | 36 | 12 | +24  |                                                              |
| 4    | Montpellier Hérault SC        | 30  | 16 | 9  | 3 | 4 | 39 | 18 | +21  |                                                              |
| 5    | Paris FC                      | 24  | 16 | 7  | 3 | 6 | 21 | 26 | −5   |                                                              |

#### Évolution du classement et des résultats
| Journée  | 1 | 2 | 3 | 4 | 5 | 6 | 7 | 8 | 9 | 10 | 11 | 12 | 13 | 14 | 15 | 16 | 18     | 19     | 17     | 20     | 21     | 22     | Journées en tête |
| -------- | - | - | - | - | - | - | - | - | - | -- | -- | -- | -- | -- | -- | -- | ------ | ------ | ------ | ------ | ------ | ------ | ---------------- |
| Rang     | 1 | 1 | 2 | 2 | 2 | 1 | 1 | 2 | 2 | 2  | 2  | 2  | 2  | 2  | 2  | 2  | Annulé | Annulé | Annulé | Annulé | Annulé | Annulé | 4                |
| Résultat | G | G | G | G | G | G | G | N | P | G  | N  | G  | G  | G  | G  | G  | Annulé | Annulé | Annulé | Annulé | Annulé | Annulé | —                |

### Coupe de France
La Coupe de France 2019-2020 est la 19e édition de la Coupe de France féminine de football, une compétition à élimination directe mettant aux prises tous les clubs de football amateurs et professionnels à travers la France métropolitaine et les DOM-TOM. Elle est organisée par la FFF et ses ligues régionales. Le PSG jouant en Division 1, il démarre aux seizièmes de finale.
Le PSG débute donc la compétition en janvier 2020 avec une rencontre contre un club de Régional 1 (3e division), l'AS Mazères Uzos Rontignon. En conclusion d'un mini-stage de quatre jours dans le Béarn, le PSG affronte l'ASMUR devant plus de 2 600 personnes le 12 janvier 2020. Dans un match très déséquilibré, les Parisiennes s'imposent très largement 9-0 avec notamment un doublé de Lina Boussaha qui inscrit ses premiers buts avec le PSG. Au tour suivant, le PSG retrouve Rodez, descendu cette saison en D2. Les Parisiennes, dans une équipe remaniée, débute parfaitement leur match en menant déjà 4 buts à 0 au bout de 20 minutes, Boussaha et Karina Sævik enfonceront le clou dans les dix dernières minutes.
Mi-février, les Parisiennes rencontrent Arras, club de D2, à l'extérieur en quarts de finale. Avec une équipe bis, le PSG s'impose moins facilement qu'aux tours précédents, ne marquant que trois buts et concédant l'ouverture du score. Finalement, sur un score de 1-3, le club parisien se qualifie tout de même logiquement en demi-finale. Le PSG devait jouer ensuite contre Bordeaux.
Avec la pandémie de Covid-19, les demi-finales sont reportées au 2 août, avec Bordeaux-PSG programmé au stade Jean-Antoine-Moueix de Libourne. Les Parisiennes, qui ont repris le chemin des terrains fin juin pour une préparation d'un mois ponctuée de trois matchs amicaux tous remportés (voir Préparation d'avant-saison 2020-2021), ont été renforcées notamment de l'internationale suisse Bachmann et de la Rémoise Bénédicte Simon, qui ne pourra cependant pas disputer la fin de la Coupe de France l'ayant disputée déjà avec Reims, après les départs de Périsset, de Kiedrzynek et de Glas (voir Mercato d'été 2020). Elles voient également le retour sur les terrains de Signe Bruun et Sara Däbritz après de longues blessures. Pour ces premiers matchs après la pandémie, la FFF a adopté les propositions faites par l'IFAB, l’organisme qui édicte les lois du jeu. Ainsi, la possibilité est offerte d'effectuer cinq remplacements au cours d'un match, contre trois auparavant, afin de prévenir le risque de blessure lié à l'accumulation de match sur un temps réduit après une longue période d'inactivité. En conséquence de ces modifications, le nombre de joueuses sur la feuille de match est augmenté à 20 contre 18 initialement à ce stade de la compétition.
Le PSG joue ainsi son premier match officiel depuis fin février avec un effectif légèrement modifié. Alors les Parisiennes dominent le début de rencontre, elles n'arrivent pas à concrétiser leurs actions et se font surprendre sur une mauvaise passe en retrait récupérée par Katja Snoeijs qui inscrit le premier but de la rencontre pour Bordeaux à la 24e minute. Il faut attendre la seconde période pour voir le PSG faire la différence et à la 55e, Paredes égalise de la tête sur un corner de Nadim. Le banc du PSG va réellement faire la différence avec tout d'abord l'entrée de Däbritz puis de Baltimore qui offre une passe décisive pour Bruun, également entrée en jeu, qui conclut et offre la victoire aux Parisiennes à la 84e. La finale est fixée au 9 août contre l'Olympique lyonnais au stade de l'Abbé-Deschamps à Auxerre.
Lors de la finale, l'orage interrompt la rencontre au bout de 10 minutes de jeu à la suite de l'extinction soudaine des lumières. Le match reprend un quart d'heure plus tard et malgré une domination lyonnaise la plupart du temps, les Parisiennes tiennent bon sans cependant arriver à inquiéter la gardienne lyonnaise. Les deux équipes vont ainsi aux tirs au but. Sur la quatrième tentative de l'OL, Endler arrête le tir d'Eugénie Le Sommer mais rate ensuite le tir suivant en envoyant sa frappe sur la barre transversale. Sur l'ultime tentative, Léa Khelifi se rate et les Lyonnaises remportent une nouvelle fois la Coupe de France.

### Ligue des champions
La Ligue des champions 2019-2020 est la 19e édition de la Ligue des champions féminine de l'UEFA, la compétition inter-clubs européenne de football féminin. Elle est divisée en deux phases, une phase de qualification pour certaines équipes, et une phase finale avec les principales équipes et celles qualifiées précédemment. Le PSG étant vice-champion de France 2018-2019, pays alors à la première place du coefficient UEFA, le club démarre aux seizièmes de finale.
Le PSG démarre de la meilleure des manières sa campagne européenne en étrillant Braga 7-0 à l'extérieur grâce notamment à un triplé de Katoto. Le match retour est plus difficile pour Paris, déjà quasiment qualifié, qui présente une équipe très remaniée et qui se contente donc d'un match nul 0-0 au Stade Jean-Bouin. Au tour suivant, le PSG affronte le club islandais de Breiðablik. Les Parisiennes, dans une composition inédite, remporte largement le match aller en Islande avec une victoire 4-0. Olivier Echouafni met en place une nouvelle fois un effectif remanié pour le match retour à domicile, le PSG a alors plus de difficulté avec une victoire qui s'est dessinée qu'en fin de match. Grâce à ce double succès, le PSG rejoint une nouvelle fois les quarts de finale de la Ligue des champions.

#### Tournoi final
Au printemps 2020, Paris devait affronter Arsenal, champion d'Angleterre en titre, en quarts de finale. Un tirage difficile selon l'entraîneur du PSG, Olivier Echouafni. Mais avec la pandémie de Covid-19, les derniers tours de la compétition sont reprogrammés en août 2020 dans un format particulier avec un tournoi final sur neuf jours. Comme pour la Coupe de France, cinq changements peuvent être effectués et le PSG peut faire jouer ses recrues estivales.
Après avoir échoué en finale de la Coupe de France contre Lyon aux tirs au but début août (voir plus haut), les Parisiennes effectuent un stage du 16 au 20 août à Hagetmau dans les Landes avant de prendre la direction du Pays basque espagnol pour disputer le Final 8 de la Ligue des champions. Elles rencontrent le 22 août en quart de finale Arsenal au stade d'Anoeta à Saint-Sébastien.
Le PSG domine ce quart de finale contre Arsenal avec dès la 15e minute l'ouverture du score de Katoto qui reprend un corner de Nadim de volée. Par la suite, les Gunners reprennent possession du ballon et égalisent à la 36e d'une frappe enroulée de Mead. En deuxième mi-temps, les Parisiennes reprennent le contrôle du jeu et multiplient les occasions mais manquent de réalise pour conclure. Finalement, la rentrante Bruun marque le but de la victoire à la 77e en reprenant devant le but un centre de Katoto. Comme en première mi-temps, elles connaissent un léger moment de flottement dans les dix dernières minutes mais parviennent à conserver leur avance. Le Paris Saint-Germain retrouve ainsi au prochain tour l'Olympique lyonnais pour une demi-finale 100 % française.
Le mercredi 26, le PSG joue sa demi-finale face à l'OL. Alors que les Parisiennes monopolisent le ballon d'entrée, la domination lyonnaise s'installe peu à peu mais sans concrétisation du côté lyonnais. Se joue alors une bataille physique et tactique dans une rencontre pauvre en occasion. À la 67e minute, Geyoro est exclue après avoir pris un deuxième carton jaune et dans la foulée Majri dépose le ballon sur la tête de Renard qui ouvre le score pour Lyon. Parris est également exclue la 75e et relance l'espoir des Parisiennes. Ces dernières poussent dans les dernière minutes sans pour autant trouver la faille. Le PSG s'incline une nouvelle fois face à l'Olympique lyonnais qui se qualifie pour sa neuvième finale européenne.

#### Coefficient UEFA
De par ses résultats dans cette Ligue des champions, le Paris SG acquiert des points pour son coefficient UEFA, utilisé lors des tirages au sort des compétitions de l'UEFA. Lors de cette comptabilisation, les points de la saison 2014-2015 ne sont plus pris en compte. Le club parisien descend ainsi à la quatrième place à cause notamment de sa non-participation à la compétition il y a 2 ans.
| Rang 2020 | Rang 2019 | Évolution | Club                | 2015-2016 | 2016-2017 | 2017-2018 | 2018-2019 | 2019-2020 | Total club | 33 % CN | Coefficient |
| --------- | --------- | --------- | ------------------- | --------- | --------- | --------- | --------- | --------- | ---------- | ------- | ----------- |
| 1         | 2         | =         | Olympique lyonnais  | 23,000    | 20,000    | 24,000    | 24,000    | 23,000    | 114,000    | 31,680  | 145,680     |
| 2         | 1         | =         | VfL Wolfsbourg      | 21,000    | 14,000    | 21,000    | 13,000    | 21,000    | 90,000     | 24,090  | 114,090     |
| 3         | 4         | +1        | FC Barcelone        | 13,000    | 18,000    | 13,000    | 21,000    | 18,000    | 83,000     | 19,140  | 102,140     |
| 4         | 3         | -1        | Paris Saint-Germain | 15,000    | 20,000    | -         | 15,000    | 17,000    | 67,000     | 31,680  | 98,680      |
| 5         | 6         | +1        | Bayern Munich       | 5,000     | 15,000    | 5,000     | 17,000    | 12,000    | 54,000     | 24,090  | 78,090      |
| 6         | 10        | +4        | Manchester City     | -         | 19,000    | 19,000    | 4,000     | 9,000     | 51,000     | 18,645  | 69,645      |

### Matchs officiels de la saison
Le tableau ci-dessous retrace dans l'ordre chronologique les 28 rencontres officielles jouées par le Paris Saint-Germain durant la saison, avant son arrêt mi-mars. Jusqu'à cette date, le club parisien a participé à 16 journées du championnat ainsi qu'à cinq tours de coupe de France, six matchs sur le plan européen, via la Ligue des champions, et au Trophée des championnes. Les buteurs sont accompagnés d'une indication entre parenthèses sur la minute de jeu où est marqué le but et, pour certaines réalisations, sur sa nature (penalty ou contre son camp).
Le bilan général de la saison est de 21 victoires, 5 matchs nuls et 2 défaites.

## Joueurs et encadrement technique

### Encadrement technique

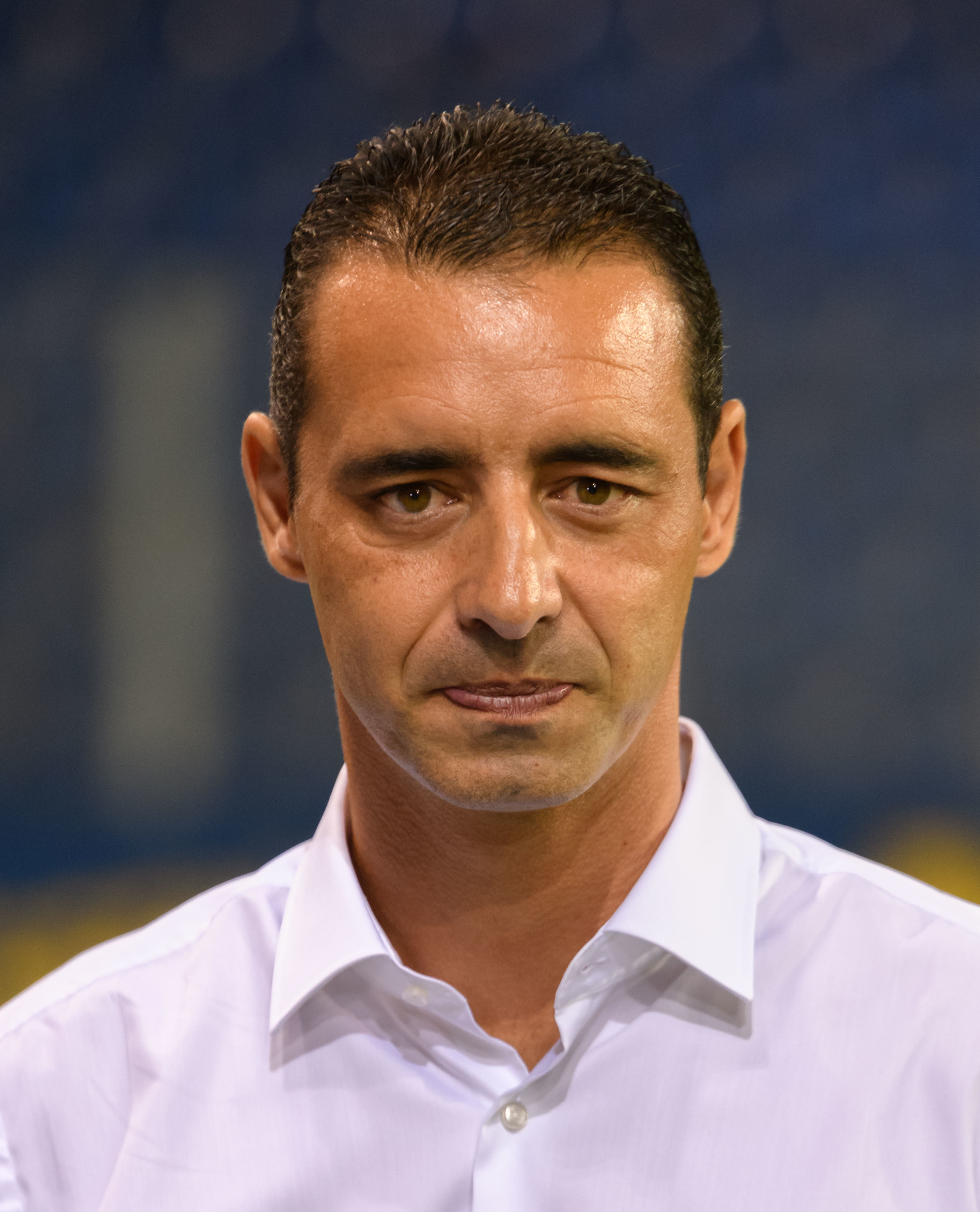
Olivier Echouafni en septembre 2018.

L'équipe parisienne est entraînée par le Français Olivier Echouafni. Âgé de 45 ans, il a passé sa carrière dans plusieurs grands clubs de Ligue 1 de 1993 à 2010, comme l'Olympique de Marseille, le RC Strasbourg en passant par le Stade rennais puis l'OGC Nice. Évoluant au poste de milieu de terrain, il devient ensuite entraîneur en National du Amiens SC en 2013 puis du FC Sochaux en Ligue 2 en 2014. Il découvre le football féminin en 2016 en devenant sélectionneur de l'équipe de France féminine. Mais après un Euro 2017 décevant, il est dénis de ses fonctions en août 2017. Il est nommé en juin 2018 comme le successeur de Patrice Lair à la tête de l'équipe parisienne pour deux ans. Il est assisté de Bernard Mendy, ancien défenseur du PSG, comme entraineur adjoint.

### Effectif professionnel
Le tableau suivant liste l'effectif professionnel du PSG pour la saison 2019-2020.

### Joueuses prêtées
| N° | Nat. | Nom            | Club en prêt     | Compétition | Championnat | Championnat | Championnat | Championnat  | Coupe d'Europe | Coupe d'Europe | Coupe d'Europe | Coupe d'Europe | Coupes nationales | Coupes nationales | Coupes nationales | Coupes nationales | Total | Total       | Total  | Total        |
| N° | Nat. | Nom            | Club en prêt     | Compétition | M.j.        | But inscrit | Averti      | Carton rouge | M.j.           | But inscrit    | Averti         | Carton rouge   | M.j.              | But inscrit       | Averti            | Carton rouge      | M.j.  | But inscrit | Averti | Carton rouge |
| -- | ---- | -------------- | ---------------- | ----------- | ----------- | ----------- | ----------- | ------------ | -------------- | -------------- | -------------- | -------------- | ----------------- | ----------------- | ----------------- | ----------------- | ----- | ----------- | ------ | ------------ |
| -  |      | Aminata Diallo | Royals de l'Utah | NWSL        | 0           | 0           | 0           | 0            | -              | -              | -              | -              | -                 | -                 | -                 | -                 | 0     | 0           | 0      | 0            |

## Statistiques

### Statistiques collectives
| Compétition             | Débute au tour | Termine      | Matches joués | Gagnés | Nuls | Perdus | Buts pour | Buts contre | Différence |
| ----------------------- | -------------- | ------------ | ------------- | ------ | ---- | ------ | --------- | ----------- | ---------- |
| Trophée des championnes | Finale         | Finaliste    | 1             | 0      | 1    | 0      | 1         | 1           | 0          |
| Division 1              | -              | Deuxième     | 16            | 13     | 2    | 1      | 60        | 7           | +53        |
| Ligue des champions     | 1/16 de finale | Demi-finales | 6             | 4      | 1    | 1      | 16        | 3           | +13        |
| Coupe de France         | 1/16 de finale | Finaliste    | 5             | 4      | 1    | 0      | 20        | 2           | +18        |
| Total                   | -              | -            | 28            | 21     | 5    | 2      | 97        | 13          | +84        |

### Statistiques individuelles
(Mis à jour le 26 août 2020)
| No | Nat. | Nom        | Championnat | Championnat | Championnat    | Championnat | Championnat  | Ligue des champions | Ligue des champions | Ligue des champions | Ligue des champions | Ligue des champions | Coupe de France | Coupe de France | Coupe de France | Coupe de France | Coupe de France | Trophée des championnes | Trophée des championnes | Trophée des championnes | Trophée des championnes | Trophée des championnes | Total | Total       | Total          | Total  | Total        |
| No | Nat. | Nom        | M.j.        | But inscrit | Passe décisive | Averti      | Carton rouge | M.j.                | But inscrit         | Passe décisive      | Averti              | Carton rouge        | M.j.            | But inscrit     | Passe décisive  | Averti          | Carton rouge    | M.j.                    | But inscrit             | Passe décisive          | Averti                  | Carton rouge            | M.j.  | But inscrit | Passe décisive | Averti | Carton rouge |
| -- | ---- | ---------- | ----------- | ----------- | -------------- | ----------- | ------------ | ------------------- | ------------------- | ------------------- | ------------------- | ------------------- | --------------- | --------------- | --------------- | --------------- | --------------- | ----------------------- | ----------------------- | ----------------------- | ----------------------- | ----------------------- | ----- | ----------- | -------------- | ------ | ------------ |
| 1  |      | Kiedrzynek | 5           | 0           | 0              | 1           | 0            | 2                   | 0                   | 0                   | 0                   | 0                   | 2               | 0               | 0               | 0               | 0               | 0                       | 0                       | 0                       | 0                       | 0                       | 9     | 0           | 0              | 1      | 0            |
| 2  |      | Glas       | 5           | 1           | 2              | 1           | 0            | 2                   | 0                   | 2                   | 0                   | 0                   | 3               | 0               | 2               | 0               | 0               | 1                       | 0                       | 0                       | 0                       | 0                       | 11    | 1           | 6              | 1      | 0            |
| 4  |      | Dudek      | 15          | 1           | 1              | 0           | 0            | 3                   | 1                   | 0                   | 0                   | 0                   | 4               | 0               | 0               | 1               | 0               | 1                       | 0                       | 0                       | 0                       | 0                       | 23    | 2           | 1              | 1      | 0            |
| 5  |      | Cook       | 5           | 0           | 0              | 0           | 0            | 4                   | 0                   | 0                   | 0                   | 0                   | 2               | 0               | 0               | 0               | 0               | 0                       | 0                       | 0                       | 0                       | 0                       | 11    | 0           | 0              | 0      | 0            |
| 6  |      | Luana      | 3           | 0           | 0              | 0           | 0            | 0                   | 0                   | 0                   | 0                   | 0                   | 3               | 0               | 0               | 1               | 0               | 0                       | 0                       | 0                       | 0                       | 0                       | 6     | 0           | 0              | 1      | 0            |
| 7  |      | Diallo     | 8           | 0           | 1              | 1           | 0            | 3                   | 0                   | 0                   | 0                   | 0                   | 0               | 0               | 0               | 0               | 0               | 0                       | 0                       | 0                       | 0                       | 0                       | 11    | 0           | 1              | 1      | 0            |
| 7  |      | Bachmann   | 0           | 0           | 0              | 0           | 0            | 2                   | 0                   | 0                   | 0                   | 0                   | 2               | 0               | 0               | 0               | 0               | 0                       | 0                       | 0                       | 0                       | 0                       | 4     | 0           | 0              | 0      | 0            |
| 8  |      | Geyoro     | 16          | 6           | 2              | 0           | 0            | 3                   | 0                   | 0                   | 2                   | 1                   | 4               | 1               | 1               | 1               | 0               | 1                       | 0                       | 0                       | 0                       | 0                       | 24    | 7           | 3              | 3      | 1            |
| 9  |      | Katoto     | 16          | 16          | 6              | 0           | 0            | 4                   | 5                   | 1                   | 0                   | 0                   | 4               | 3               | 1               | 1               | 0               | 1                       | 0                       | 0                       | 0                       | 0                       | 25    | 24          | 8              | 1      | 0            |
| 10 |      | Nadim      | 13          | 8           | 10             | 0           | 0            | 6                   | 0                   | 1                   | 1                   | 0                   | 4               | 3               | 4               | 1               | 0               | 1                       | 1                       | 0                       | 1                       | 0                       | 24    | 12          | 15             | 3      | 0            |
| 11 |      | Diani      | 16          | 12          | 4              | 0           | 0            | 4                   | 2                   | 1                   | 1                   | 0                   | 4               | 0               | 1               | 0               | 0               | 1                       | 0                       | 0                       | 0                       | 0                       | 25    | 14          | 6              | 1      | 0            |
| 12 |      | Lawrence   | 9           | 3           | 2              | 1           | 0            | 5                   | 0                   | 0                   | 1                   | 0                   | 3               | 1               | 0               | 0               | 0               | 1                       | 0                       | 0                       | 0                       | 0                       | 18    | 4           | 2              | 2      | 0            |
| 13 |      | Däbritz    | 9           | 4           | 3              | 0           | 0            | 4                   | 0                   | 2                   | 0                   | 0                   | 2               | 0               | 0               | 0               | 0               | 1                       | 0                       | 0                       | 0                       | 0                       | 16    | 4           | 5              | 0      | 0            |
| 14 |      | Paredes    | 14          | 0           | 1              | 3           | 0            | 5                   | 0                   | 2                   | 0                   | 0                   | 5               | 2               | 0               | 1               | 0               | 1                       | 0                       | 0                       | 0                       | 0                       | 25    | 1           | 3              | 4      | 0            |
| 15 |      | Sævik      | 11          | 0           | 0              | 0           | 0            | 4                   | 1                   | 1                   | 0                   | 0                   | 2               | 2               | 2               | 0               | 0               | 0                       | 0                       | 0                       | 0                       | 0                       | 17    | 3           | 3              | 0      | 0            |
| 16 |      | Endler     | 12          | 0           | 0              | 0           | 0            | 4                   | 0                   | 0                   | 0                   | 0                   | 3               | 0               | 0               | 0               | 0               | 1                       | 0                       | 0                       | 0                       | 0                       | 20    | 0           | 0              | 0      | 0            |
| 17 |      | Périsset   | 12          | 1           | 2              | 2           | 0            | 1                   | 0                   | 0                   | 1                   | 0                   | 0               | 0               | 0               | 0               | 0               | 0                       | 0                       | 0                       | 0                       | 0                       | 13    | 1           | 2              | 3      | 0            |
| 18 |      | Boussaha   | 1           | 0           | 0              | 0           | 0            | 3                   | 0                   | 0                   | 0                   | 0                   | 3               | 4               | 1               | 0               | 0               | 0                       | 0                       | 0                       | 0                       | 0                       | 7     | 4           | 1              | 0      | 0            |
| 19 |      | Zamanian   | 0           | 0           | 0              | 0           | 0            | 2                   | 0                   | 1                   | 0                   | 0                   | 0               | 0               | 0               | 0               | 0               | 0                       | 0                       | 0                       | 0                       | 0                       | 2     | 0           | 1              | 0      | 0            |
| 20 |      | Morroni    | 12          | 0           | 1              | 1           | 0            | 4                   | 0                   | 0                   | 1                   | 0                   | 4               | 0               | 0               | 0               | 0               | 1                       | 0                       | 0                       | 1                       | 0                       | 21    | 0           | 1              | 3      | 0            |
| 21 |      | Baltimore  | 9           | 4           | 1              | 0           | 0            | 5                   | 0                   | 1                   | 2                   | 0                   | 5               | 1               | 2               | 0               | 0               | 0                       | 0                       | 0                       | 0                       | 0                       | 19    | 5           | 4              | 2      | 0            |
| 22 |      | Bruun      | 0           | 0           | 0              | 0           | 0            | 2                   | 1                   | 0                   | 0                   | 0                   | 2               | 1               | 0               | 0               | 0               | 0                       | 0                       | 0                       | 0                       | 0                       | 4     | 2           | 0              | 0      | 0            |
| 23 |      | Huitema    | 11          | 1           | 1              | 1           | 0            | 4                   | 4                   | 0                   | 0                   | 0                   | 3               | 0               | 0               | 0               | 0               | 1                       | 0                       | 0                       | 0                       | 0                       | 19    | 5           | 1              | 1      | 0            |
| 24 |      | Formiga    | 12          | 1           | 1              | 5           | 0            | 4                   | 2                   | 1                   | 0                   | 0                   | 3               | 0               | 0               | 0               | 0               | 1                       | 0                       | 0                       | 0                       | 0                       | 20    | 3           | 2              | 5      | 0            |
| 27 |      | Khelifi    | 7           | 2           | 1              | 0           | 0            | 3                   | 0                   | 1                   | 1                   | 0                   | 4               | 2               | 0               | 0               | 0               | 0                       | 0                       | 0                       | 0                       | 0                       | 14    | 4           | 2              | 1      | 0            |
| -  |      | Becho      | 0           | 0           | 0              | 0           | 0            | 0                   | 0                   | 0                   | 0                   | 0                   | 1               | 0               | 0               | 0               | 0               | 0                       | 0                       | 0                       | 0                       | 0                       | 1     | 0           | 0              | 0      | 0            |

#### Onze de départ (toutes compétitions)
(Mis à jour le 26 août 2020)
| \| No. \| Pos. \| Joueuse \| Titulaire \| Notes \| \| --- \| ---- \| ----------------------- \| --------- \| ------------------------------ \| \| 1 \| GB \| Christiane Endler \| 20 \| Kiedrzynek a 8 titularisations \| \| 4 \| DC \| Paulina Dudek \| 22 \| \| \| 14 \| DC \| Irene Paredes \| 25 \| Cook a 9 titularisations \| \| 20 \| DG \| Perle Morroni \| 21 \| \| \| 17 \| DD \| Ève Périsset \| 12 \| Glas a 11 titularisations \| \| 24 \| MDC \| Formiga \| 17 \| Khelifi a 8 titularisations \| \| 13 \| MRG \| Sara Däbritz \| 14 \| Lawrence a 15 titularisations \| \| 8 \| MRD \| Grace Geyoro \| 23 \| Diallo a 8 titularisations \| \| 10 \| AG \| Nadia Nadim \| 19 \| Sævik a 7 titularisations \| \| 11 \| AD \| Kadidiatou Diani \| 22 \| Baltimore a 9 titularisations \| \| 9 \| AC \| Marie-Antoinette Katoto \| 24 \| Huitema a 5 titularisations \| | Katoto Diani Nadim Däbritz Geyoro Formiga Périsset Morroni Paredes (C) Dudek Endler |                         |           |                                |
| No. | Pos.                                                                                | Joueuse                 | Titulaire | Notes                          |
| 1 | GB                                                                                  | Christiane Endler       | 20        | Kiedrzynek a 8 titularisations |
| 4 | DC                                                                                  | Paulina Dudek           | 22        |                                |
| 14 | DC                                                                                  | Irene Paredes           | 25        | Cook a 9 titularisations       |
| 20 | DG                                                                                  | Perle Morroni           | 21        |                                |
| 17 | DD                                                                                  | Ève Périsset            | 12        | Glas a 11 titularisations      |
| 24 | MDC                                                                                 | Formiga                 | 17        | Khelifi a 8 titularisations    |
| 13 | MRG                                                                                 | Sara Däbritz            | 14        | Lawrence a 15 titularisations  |
| 8 | MRD                                                                                 | Grace Geyoro            | 23        | Diallo a 8 titularisations     |
| 10 | AG                                                                                  | Nadia Nadim             | 19        | Sævik a 7 titularisations      |
| 11 | AD                                                                                  | Kadidiatou Diani        | 22        | Baltimore a 9 titularisations  |
| 9 | AC                                                                                  | Marie-Antoinette Katoto | 24        | Huitema a 5 titularisations    |

## Affluence et télévision

### Affluence
Affluence du Paris SG à domicile

### Retransmission télévisée
Le groupe Canal+ diffuse le championnat de France depuis 2018 pour la somme de 6 millions d'euros pour cinq ans. Le championnat gagne en visibilité puisque toutes les rencontres sont désormais diffusées, avec un match le samedi à 14 h 30 en multiplex sur Foot+ et les autres rencontres sur les canaux Multisports, tandis que 2 affiches se distinguent par journée avec une rencontre diffusée le samedi après-midi sur Canal+, nouveauté de cette saison, et l'autre le dimanche à 14 h 45 sur Canal+ Sport.
Pour la Coupe de France, c'est Eurosport qui a acquis les droits de la compétition, diffusant seulement quelques matchs par tour. D'autres matchs peuvent également être retransmis par des chaînes locales comme pour le match contre l'ASMUR diffusé par France 3 NoA. Enfin, dans le cadre de la Ligue des champions, chaque club choisissant un diffuseur pour ses matchs, les rencontres européennes du PSG sont retransmises par BeIn Sports.

## Autres équipes
Le PSG possède une équipe des moins de 19 ans qui participe au Challenge National Féminin U19, dont les jeunes Parisiennes sont tenantes du titre. Les « Titis Girls » sont dirigées par Jorge Quiroz depuis la saison précédente. Lorsque le championnat est arrêté, mi-mars, les Parisiennes sont en tête du tour Élite mais aucun titre de champion n'est attribué.
| Rang | Équipe         | Pts | J | G | N | P | Bp | Bc | Diff |  | Résultats (▼ dom., ► ext.) | PSG | VGA | LOSC | AFCF | SDR |
| ---- | -------------- | --- | - | - | - | - | -- | -- | ---- |  | -------------------------- | --- | --- | ---- | ---- | --- |
| 1    | Paris SG       | 24  | 8 | 8 | 0 | 0 | 35 | 0  | +35  |  | Paris SG                   |     | 6-0 | 2-0  | 2-0  | 4-0 |
| 2    | VGA Saint-Maur | 12  | 8 | 4 | 0 | 4 | 14 | 15 | -1   |  | VGA Saint-Maur             | 0-2 |     | 3-0  | 1-3  | 3-0 |
| 5    | LOSC Lille     | 9   | 8 | 3 | 0 | 5 | 8  | 16 | -8   |  | LOSC Lille                 | 0-5 | 2-1 |      | 1-2  | 3-1 |
| 3    | Arras FCF      | 9   | 8 | 3 | 0 | 5 | 11 | 20 | -9   |  | Arras FCF                  | 0-8 | 2-4 | 1-2  |      | 2-0 |
| 4    | Stade de Reims | 6   | 8 | 2 | 0 | 6 | 4  | 21 | -17  |  | Stade de Reims             | 0-6 | 0-2 | 1-0  | 2-1  |     |

- Qualifié pour la phase Élite
- Qualifié pour la phase Excellence

| Rang | Équipe                 | Pts | J | G | N | P | Bp | Bc | Diff |  | Résultats (▼ dom., ► ext.) | PSG | OL  | DFCO | OM  | GDB | EAG |
| ---- | ---------------------- | --- | - | - | - | - | -- | -- | ---- |  | -------------------------- | --- | --- | ---- | --- | --- | --- |
| 1    | Paris SG               | 13  | 5 | 4 | 1 | 0 | 13 | 3  | +10  |  | Paris SG                   |     | 2-2 | 6-0  | -   | -   | 2-1 |
| 2    | Olympique lyonnais     | 13  | 5 | 4 | 1 | 0 | 12 | 5  | +7   |  | Olympique lyonnais         | -   |     | 1-0  | 4-2 | 3-0 | -   |
| 3    | Olympique de Marseille | 9   | 5 | 3 | 0 | 2 | 11 | 9  | +2   |  | Olympique de Marseille     | -   | -   |      | 6-1 | 2-1 | 3-0 |
| 4    | Dijon FCO              | 6   | 5 | 2 | 0 | 3 | 8  | 11 | -3   |  | Dijon FCO                  | 0-1 | -   | -    |     | -   | 3-0 |
| 5    | Girondins de Bordeaux  | 3   | 5 | 1 | 0 | 4 | 3  | 10 | -7   |  | Girondins de Bordeaux      | 0-2 | -   | -    | 0-2 |     | -   |
| 6    | En avant Guingamp      | 0   | 5 | 0 | 0 | 5 | 3  | 12 | -9   |  | En avant Guingamp          | -   | 1-2 | -    | -   | 1-2 |     |